# Christopher Engelbrecht von Kursell
Christopher Engelbrecht von Kursell (* 30. März 1685; † 10. April 1756) war Ritterschaftshauptmann.

## Leben
Christopher Engelbrecht stammte aus der deutsch-baltischen Familie Kursell. Seine Eltern waren Christopher Heinrich von Kursell und Anna Gertrude von Tiesenhausen.
Er war Herr auf Echmes, Klein-Rude und Kurrefer, Pfandherr von Neuenhof und Nömmküll, Arrendator auf Neuenhof und Nömküll, schwedischer Kapitän, 1709–1717 in russischer Gefangenschaft, 1737–1740 Estländischer Ritterschaftshauptmann, 1740 Estländischer Landrat,  1743 Präsident des Konsistoriums.
Kursell heiratete am 4. März 1722 in Reval Gertrude Helene von Tiesenhausen († 1742), heiratete dann am 28. Oktober 1742 Gertrude Sophie von Schwengelm. Der russische Generalleutnant Christopher Heinrich von Kursell (1722–1795) und der estländische Ritterschaftshauptmann Moritz Engelbrecht von Kursell (1744–1799) waren seine Söhne.